# کلمنتین فورد
کلمنتین فورد (انگلیسی: Clementine Ford؛ زادهٔ ۲۹ ژوئن ۱۹۷۹) هنرپیشه اهل ایالات متحده آمریکا است.